# Drosera solaris
Drosera solaris es una especie de Drosera nativa de las tierras altas de Guayana. Está muy emparentada con Drosera felix y Drosera kaieteurensis.

## Descripción
Drosera solaris es una planta perenne, herbácea. Se forma como una planta joven basal en roseta quecrece con la edad, que alcanza una altura de hasta diez centímetros y forma ramificación. En el extremo superior, las hojas tienen forma de roseta, las hojas jóvenes apuntando hacia arriba, las hojas más viejas se vuelven hacia atrás. Follaje muerto no se cae, sino que cuelga hacia abajo del eje del tallo formando un manto espesante hacia arriba. La hoja es aproximadamente circular con el limbo rojo, redondeada en la punta, de 2 a 3 milímetros de largo y de 2 a 2,5 milímetros de ancho y ocupado en el borde y en la parte superior con las glándulas acechando para atrapar presas.
Tiene una o dos inflorescencias verticales de 6-7,5 mm de largo con sólo una o dos flores. El tallo de la flor es, si está presente, de no más de 0,2 milímetros de longitud. La posición vertical de tallo de la flor , sin embargo, es de 4 a 5,5 milímetros de largo y el enfoque densamente peluda con 1 a 2,5 milímetros de largo, el pelo blanco.   La forma de campana del cáliz es de 4 milímetros de largo y 3 milímetros de ancho; de color blanco. Los sépalos rojos son de 2 a 2,5 milímetros de largo y la mitad hasta 2 milímetros de ancho, en posición vertical durante la floración y hacia atrás en la fruta. Los blancos pétalos son ampliamente inversamente-ovadas, 2.5 mm de largo y 2 mm de ancho. Los frutos son cápsulas que se abren longitudinalmente a lo largo de las paredes de la cápsula, y forman después de abrir como en una bandeja en la que se encuentran las semillas y de la cual las semillas son arrojadas por el "impacto" de una gota de lluvia. Las semillas casi redondas con forma de huevo tienen sólo 0,6 milímetros de largo, y son de color negro y brillante.

## Distribución y hábitat
La especie es única de la colección del holotipo en el Monte Yakontipu conocido en Guyana en la frontera con Brasil, en el triángulo fronterizo con Venezuela; se encuentra en los picos de las montañas adyacentes, pero se sospecha que crece justo debajo de la cima a 2065 metros sobre el nivel del mar en una meseta en un pequeño claro de un bosque nuboso de Bonnetia roraimae. Allí se asocia con especies de Epidendrum, Stegolepis guianensis, Xyris y Orectanthe sceptrum. La ubicación es en la escasa sombra sobre el sustrato de turba con mucho follaje; las dispersas a pleno sol están particularmente muy manchadaa. La ubicación con Bonnetia roraimae parece ser esencial. A mayor altitud en humedales más abiertos de la cumbre falta Drosera solaris, aquí en su lugar está generalizada Drosera roraimae.

## Taxonomía
Drosera solaris fue descrita por A.Fleischm., Wistuba & S.McPherson y publicado en Willdenowia 37: 551. 2007.
Etimología
Drosera: tanto su nombre científico –derivado del griego δρόσος [drosos]: "rocío, gotas de rocío"– como el nombre vulgar –rocío del sol, que deriva del latín ros solis: "rocío del sol"– hacen referencia a las brillantes gotas de mucílago que aparecen en el extremo de cada hoja, y que recuerdan al rocío de la mañana.
solaris: epíteto latino 